# マイケル・エバーソン

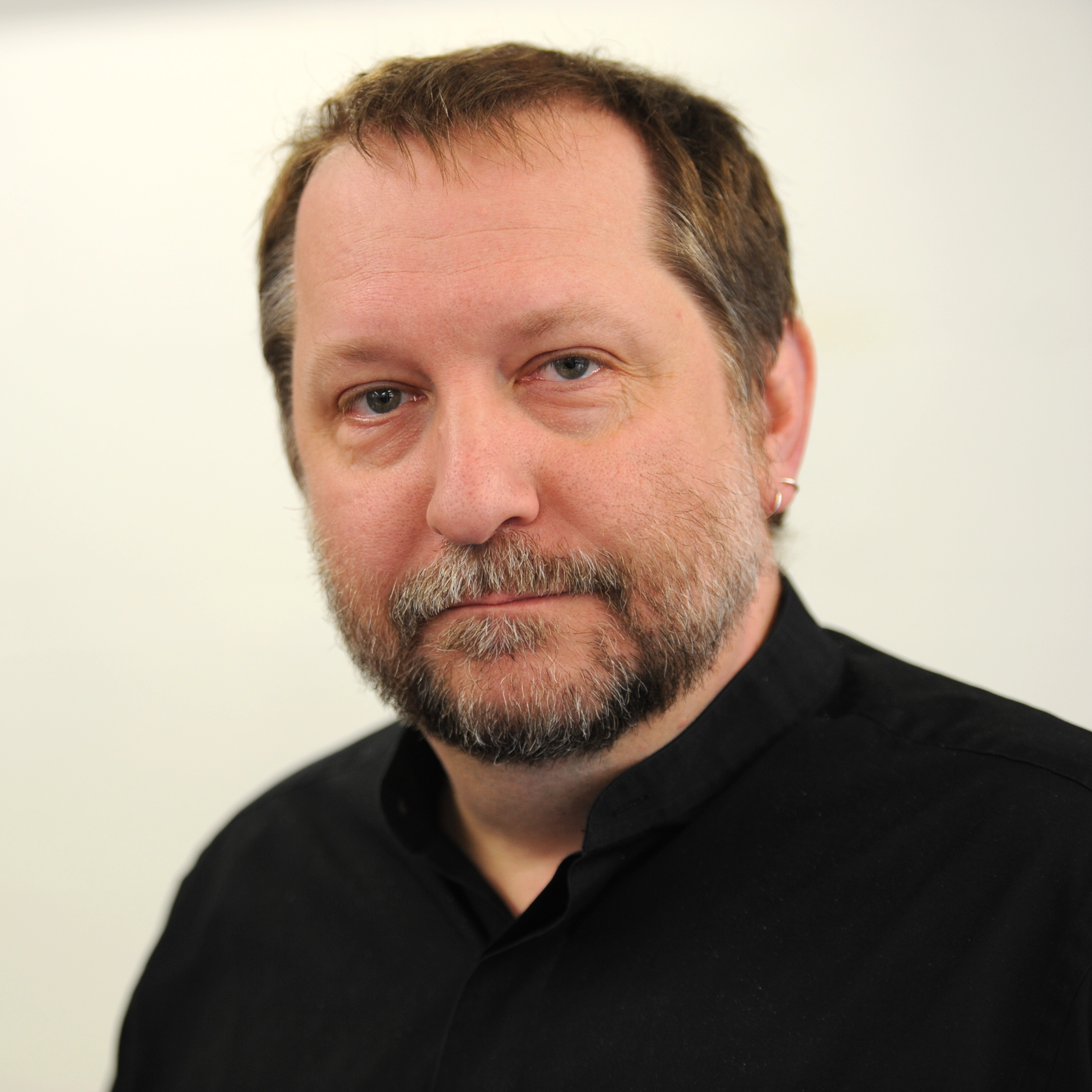
マイケル・エバーソン

マイケル・エバーソン（Michael Everson、漢字名：葉 密豪（はの みつごう）、1963年1月9日 - ）は、アメリカ合衆国生まれのアイルランドの言語学者。書記体系の専門家である。
エバーソンは1963年にペンシルベニア州ノリスタウンで生まれ、12歳のときにアリゾナ州ツーソンへ引っ越した。そして、その後彼はUnicodeの編集に関して重要な貢献をした。